# أندروس أنسيب

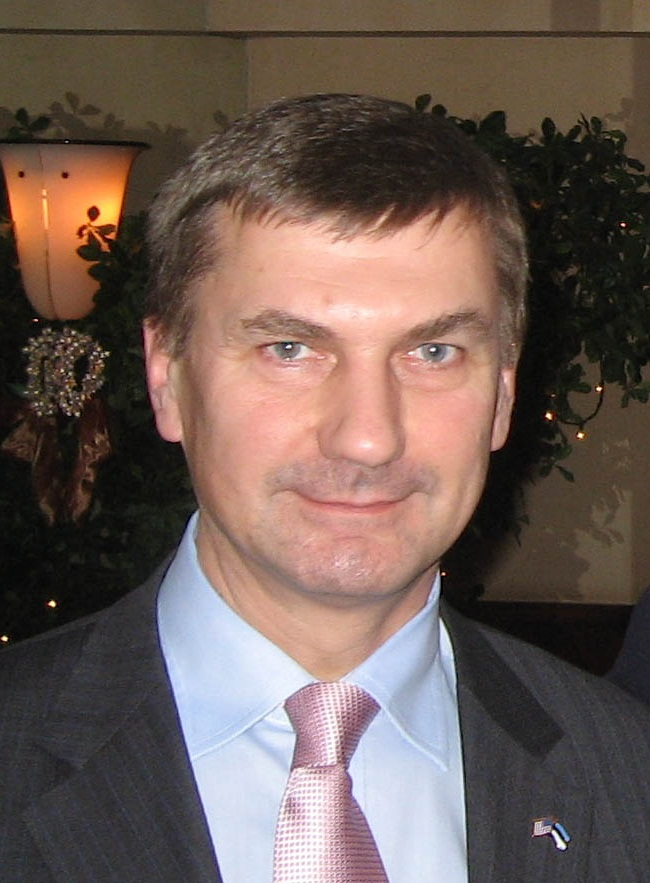
أندروس أنسيب

أندروس أنسيب (1 أكتوبر 1956 في تارتو) هو رئيس وزراء إستونيا منذ عام 2005 ورئيس حزب الإصلاح الإستوني.

## حياته
ولد أندروس في مدينة تارتو، أنهى دراسته الجامعية عام 1979 وتحصل على دبلوم في الكيمياء من جامعة تارتو. قبل أن يدخل عالم السياسة، عمل في مجال الاستثمار والبنوك. كان عضوا في مجلس إدارة بنك تارتو، وكذلك رئيس إذاعة تارتو.

## رئيس بلدية تارتو
في عام 1998 أصبح أنسيب رئيس بلدية تارتو كمرشح في الانتخابات عن حزب الإصلاح، والذي بقي في هذا المنصب إلى غاية عام 2004.

## روابط خارجية
- أندروس أنسيب على موقع الموسوعة البريطانية (الإنجليزية)
- أندروس أنسيب على موقع مونزينجر (الألمانية)
- أندروس أنسيب على موقع إن إن دي بي (الإنجليزية)